# Pholodes difformaria
Pholodes difformaria là một loài bướm đêm trong họ Geometridae.